# Simon Below
Simon Below (* 1995 in Xanten) ist ein deutscher Jazzmusiker (Piano, Komposition).

## Leben und Wirken
Below, der sich zunächst auch für das Schlagzeugspiel begeisterte, begann schon als Kind mit dem Klavierunterricht. Mit zwölf Jahren entdeckte er, vermittelt durch seinen Klavierlehrer Tae-Sung Chung an der Dom-Musikschule Xanten den Jazz für sich. 2014 begann er das Studium an der Hochschule für Musik und Tanz Köln bei Hendrik Soll und Hubert Nuss. Mit Studienkollegen gründete er 2016 sein Quartett, dessen Debütalbum 2018 erschien. Auch spielte er mit Fabian Arends, Reza Askari, Marko Mebus, Johanna Klein, Jonas Burgwinkel, Matthias Bergmann und Ferdinand Schwarz.
Below gewann 2009, 2012 und 2014 beim Landeswettbewerb Jugend jazzt den ersten Preis. 2017 erhielt er den Steinway-Förderpreis NRW und war mit seinem Quartett Finalist beim Jungen Deutschen Jazzpreis. 2017 erhielt er außerdem das "Werner Richard - Dr. Carl Dörken"-Stipendium. 2018 gewann sein Quartett zudem den Avignon Jazzpreis (CD-Produktion im "La Buisonne"-Studio). Seit 2018 ist Bellow gemeinsam mit dem Posaunisten Clemens Gottwald für Yehudi Menuhin Live Music Now tätig.

## Diskographische Hinweise
- Simon Below Quartett Wailing Wind’s Story (Double Moon Records 2018, mit Fabian Dudek, Yannik Tiemann, Jan Philipp)[1]
- Elements of Space (Traumton Records 2020, mit Fabian Dudek, Yannik Tiemann, Jan Philipp)[4]
- Simon Below Quartett Encirceld (Traumton Records 2023, mit Fabian Dudek, Yannik Tiemann, Jan Philipp)[5]